# 719 (číslo)
Sedm set devatenáct je přirozené číslo. Následuje po čísle sedm set osmnáct a předchází číslu sedm set dvacet. Římskými číslicemi se zapisuje DCCXIX a řeckými číslicemi ψιθ.

## Matematika
719 je:
- Deficientní číslo
- Prvočíslo Sophie Germainové
- Nešťastné číslo

## Astronomie
- (719) Albert je planetka Amorovy skupiny, kterou objevil v roce 1911 Johann Palisa

## Roky
- 719
- 719 př. n. l.